# Sektor 6 (Bukareszt)
Sektor 6 – jednostka administracyjna, jeden z sektorów (sectoare) Bukaresztu. 
W jego skład wchodzi 6 dzielnic (cartiere) – Giulești, Crângași, Drumul Taberei, Militari, Grozăvești (znana również jako Regie) i Ghencea.

## Polityka
Merem sektora jest Cristian Poteraș z Narodowej Partii Liberalnej. W 27-miejscowej radzie zasiadają członkowie 4 partii politycznych (dane z 2007): Partii Demokratycznej (10 radnych), Partii Socjaldemokratycznej (9), Narodowej Partii Liberalnej (4), Partii Wielkiej Rumunii (1) oraz trzech radnych niezależnych.